# 잣버섯
잣버섯은 구멍장이버섯과에 속하는 버섯이다.

## 설명
침엽수에(그 중, 소나무 고사목 또는 그루터기에서) 초여름~가을 사이에서 발생한다.
대의 모양은 원통형이며 높이는 2~7cm이다.
갓의 모양은 유구형~편평형이며 지름은 4~15cm이다.
갓과 대 모두 흰색~황백색을 띈다.